# Loxia sinesciuris
El piquituerto de Cassia (Loxia sinesciuris) es una especie de ave paseriforme de la familia Fringillidae endémica de las montañas South Hills y Albion en el sur de Idaho. La especie fue descrita científicamente en 2009, pero solo se aceptó como especie separada en 2017 cuando se descubrió que era filogenéticamente distinto del piquituerto común.

## Taxonomía
La especie fue descrita en 2009 como Loxia sinesciuris, pero la American Ornithological Society (AOU) no logró encontrar un consenso sobre el tema de separar la especie del piquituerto común. El nombre del género Loxia significa «en sentido transversal», mientras que sinesciuris significa «sin ardillas». Inicialmente se consideraba conespecífico con el piquituerto común, que tiene diferentes vocalizaciones, tamaños de pico y busca diferentes especies de coníferas. Se sugirió la idea del aislamiento reproductivo entre los tipos, pero faltaba evidencia directa. En 2017, el AOU llegó a un consenso y separó el piquituerto de South Hills del piquituerto colorado y lo renombró Cassia, porque su hábitat se encuentra en el condado de Cassia, Idaho.

## Distribución y hábitat
Vive durante todo el año exclusivamente en los bosques de South Hills y Albion en el sur de Idaho. En comparación con su contraparte, el piquituerto común, que es una especie global, el área total en la que reside equivale a unos 67 km². Se encuentran casi exclusivamente en bosques maduros y viejos dominados por pinos contorto libres de ardillas rojas, ya que su pico está adaptado para un tipo específico de cono. Esto ha llevado a una carrera coevolutiva con el pino contorto, lo que explica por qué están confinados en un área tan pequeña. Debido a su área y hábitat restringidos, existe un motivo de preocupación para la supervivencia de esta especie.